# Dworaki (Nietulisko Małe)
Dworaki – część wsi Nietulisko Małe w Polsce, położona w województwie świętokrzyskim, w powiecie ostrowieckim, w gminie Kunów.
W latach 1975–1998 Dworaki administracyjnie należały do województwa kieleckiego.